# RWD-6
RWD-6 – polski samolot turystyczno-sportowy, skonstruowany przez zespół konstrukcyjny RWD specjalnie na zawody Challenge w 1932.

## Historia
Prace nad projektem samolotu rozpoczęto w zespole konstrukcyjnym RWD warsztatów Sekcji Lotniczej KMSPW w 1931 r. Jego konstruktorzy Stanisław Rogalski, Stanisław Wigura i Jerzy Drzewiecki opracowali konstrukcję samolotu specjalnie pod kątem wymagań zawodów samolotów turystycznych Challenge. Odbiegała ona znacznie od dotychczasowych projektów RWD – miejsca załogi znajdowały się obok siebie (a nie w układzie tandem), a płat samolotu był składany i zaopatrzony w bogatą mechanizację.
Zbudowano 3 egzemplarze samolotu, częściowo z funduszy społecznych LOPP. Pierwszy samolot został oblatany 3 czerwca 1932 r. przez J. Drzewieckiego na lotnisku Okęcie. Samoloty otrzymały znaki SP-AHL, SP-AHM i SP-AHN. Podczas prób fabrycznych nastąpił wypadek samolotu SP-AHM: w czasie lotu z dużą prędkością (pilotował Jerzy Drzewiecki), kilka metrów nad ziemią, doszło do urwania się obu skrzydeł. Kadłub po wykonaniu obrotu wokół osi podłużnej opadł na koła podwozia. W wypadku ciężko ranny został Jerzy Drzewiecki, ale uszedł z życiem. Po modyfikacji systemu przestawiania statecznika poziomego, pozostałe dwa samoloty wysłano na zawody Challenge, pod warunkiem niewykonywania lotów z prędkością maksymalną, z wyjątkiem próby końcowej.
Zawody Challenge, trwające od 11 do 28 sierpnia 1932 r., wygrała załoga w składzie: Franciszek Żwirko (pilot) i Stanisław Wigura (mechanik), na samolocie RWD-6 o znakach SP-AHN, nr startowy O6. Zwycięstwo to było w tym czasie największym sukcesem Lotnictwa Polskiego na arenie międzynarodowej i w II RP. Dzień 28 sierpnia został uznany za Święto Lotnictwa Polskiego.
W próbach technicznych Franciszek Żwirko zajął 2. miejsce a Tadeusz Karpiński 6. miejsce. W klasyfikacji ogólnej drugi samolot RWD-6 z załogą: Tadeusz Karpiński (pilot) i Stanisław Zientek (mechanik), zajął 9. miejsce (znaki SP-AHL, nr O4). Na trzecim samolocie miał pierwotnie lecieć Stanisław Płonczyński. 
Już w czasie trwania zawodów załoga Franciszek Żwirko - Stanisław Wigura zauważyła niepokojące objawy w prowadzeniu samolotu: podczas lotu z dużą prędkością trzeba było stale lotkami podtrzymywać maszynę, bo waliła się na skrzydło. Niestety, nie zostały z tego ważnego sygnału wyciągnięte wnioski, radość zwycięstwa przyćmiła wszystko. Egzemplarz Żwirki i Wigury miał też za sobą start w zawodach, podczas których był eksploatowany ponad miarę.

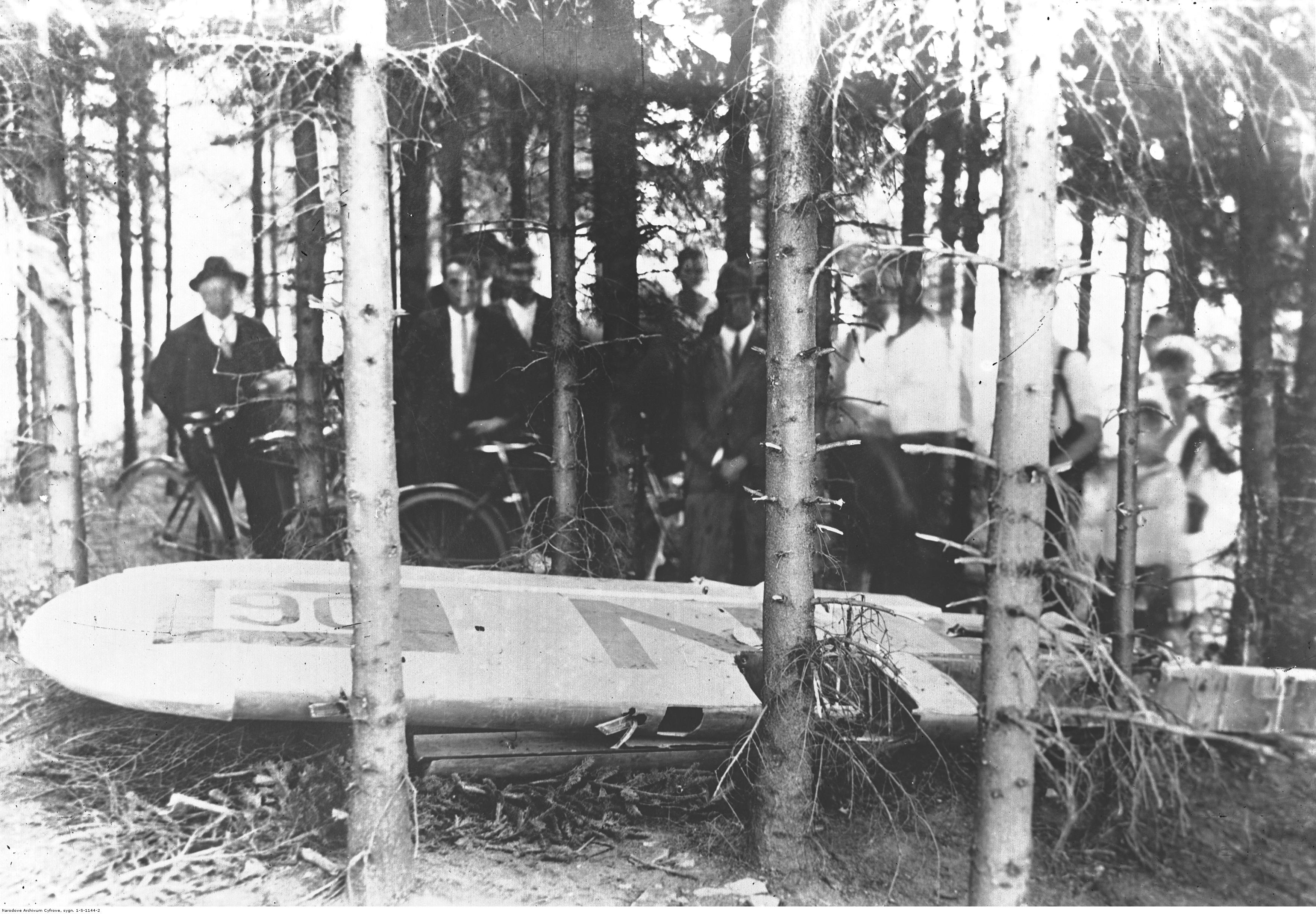
Wrak RWD-6 w Cierlicku

Niecały miesiąc po zawodach, 11 września 1932 r., RWD-6 SP-AHN uległ wypadkowi niedaleko Cieszyna, już na terenie Czechosłowacji, lecąc w czasie burzy na mityng lotniczy w Pradze. Samolot rozbił się w lesie w okolicy Cierlicka, a jego załoga (Franciszek Żwirko i Stanisław Wigura) poniosła śmierć. Przyczyną okazała się mała odporność płatów na działanie sił skręcających, a także zbyt słabe okucia skrzydeł. Przy locie z dużą prędkością siły aerodynamiczne powodowały skręcanie płatów i ich niszczenie. Po wypadku, jedyny ocalały samolot SP-AHL został poprawiony, otrzymując oznaczenie RWD-6bis. Zjawisko skręcania skrzydeł zostało wyeliminowane przez dodanie drugiego zastrzału podpierającego skrzydło – mocowanego do wzmocnionego żebra łączącego dźwigar główny z dźwigarkiem pomocniczym płata.
Przebudowany RWD-6bis został oblatany we wrześniu 1933 r. przez J. Drzewieckiego. Stanowił własność Ministerstwa Komunikacji. Był następnie używany w dwóch polskich zawodach samolotów turystycznych, zajmując 10. i 2. miejsce. W 1936 r. samolot RWD-6bis został skasowany. Bezpośrednim następcą RWD-6 jako samolotu sportowego był RWD-9, a częściowo też RWD-13, budowany następnie seryjnie.

## Opis konstrukcji

Silnik Armstrong Siddeley Genet Major IV eksponowany w MLP w Krakowie

Dwumiejscowy samolot sportowy, zastrzałowy górnopłat konstrukcji mieszanej (stal i drewno), kryty płótnem i sklejką. Skrzydła o obrysie prostokątnym, z zaokrąglonymi końcami, podparte pojedynczymi zastrzałami (lub zastrzałami w kształcie V - RWD-6bis). Skrzydła wyposażone w klapy i wysuwane na rolkach automatyczne sloty; składane wzdłuż kadłuba przez obrót na tylnym okuciu. Usterzenie klasyczne. Silnik gwiazdowy, 7-cylindrowy Armstrong-Siddeley Genet Major o mocy nominalnej 140 KM i startowej 160 KM. Silnik w nosie kadłuba, osłonięty pierścieniem Townenda. Śmigło dwułopatowe metalowe, przestawialne na ziemi. Zbiorniki paliwa na (140 l). Podwozie samolotu klasyczne, stałe, o dużym skoku, umożliwiające krótkie przyziemienie na lotnisku, z płozą ogonową, koła osłonięte owiewkami. Był pierwszym polskim samolotem mającym bardzo dobre właściwości STOL.

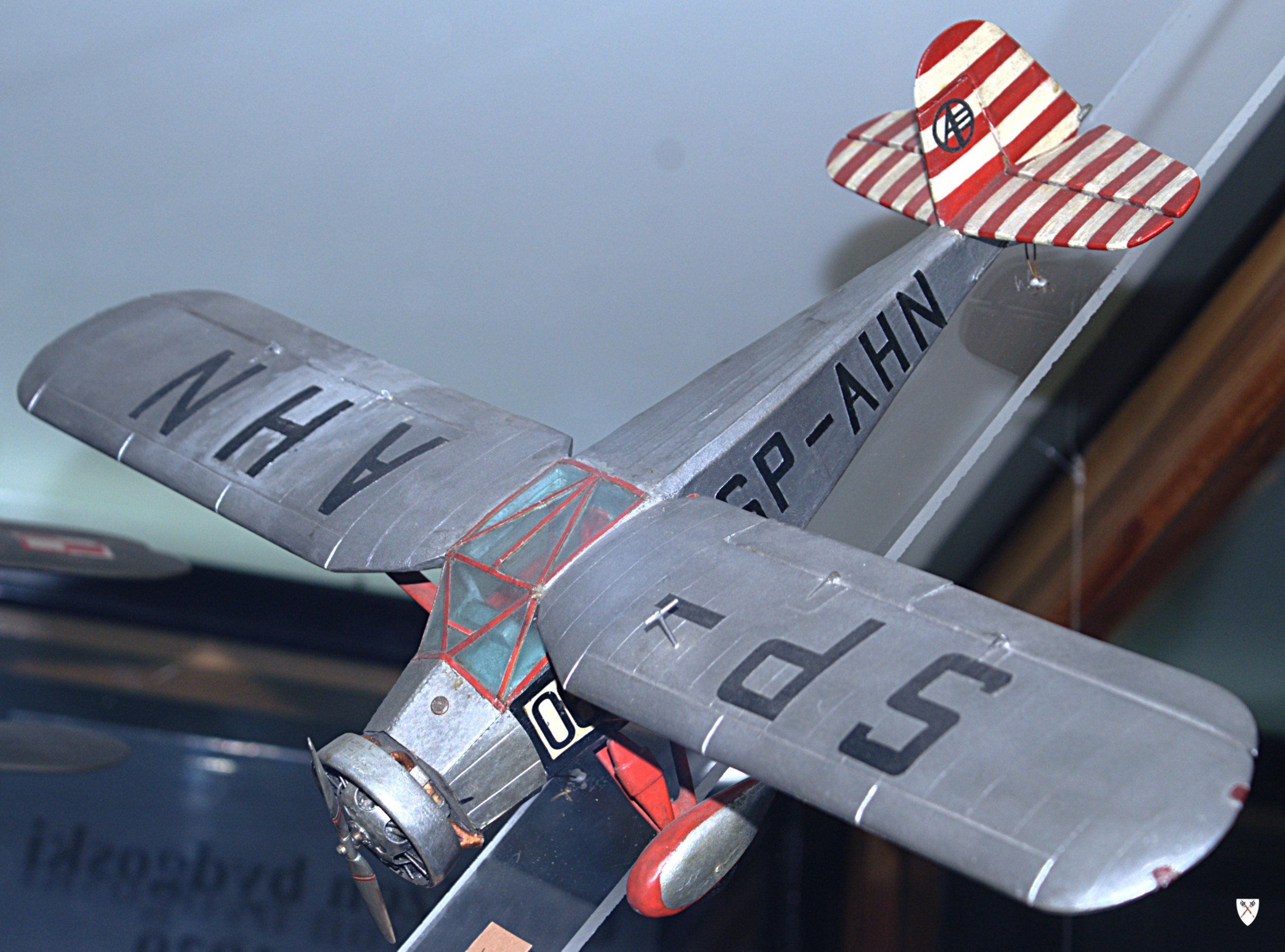
Model RWD-6 w Muzeum Wojsk Lądowych

## Plany i modele
Plany i modele zostały opublikowane np. w:
- Mały Modelarz nr 4/67
- Plany Modelarskie nr 28/68, 61/74